# Ceriomicrodon
Ceriomicrodon (лат.) — род мух-журчалок из подсемейства Microdontinae (Syrphidae). Центральная и Южная Америка.

## Описание
Мелкие осоподобные мухи, длина тела 11 мм. Усики относительно длинные. Лицо в профиль выпуклое, ветекс плоский. Антенны длиннее расстояния между усиковой ямкой и передним краем рта. Постпронотум ровный. Брюшко очень узкое, осоподобное. Глаза самцов разделённые на вершине (дихоптические). Крыловая жилка R2+3 сильно изогнута в базальной части. Некоторые авторы рассматривают таксон Ceriomicrodon в качестве подрода в составе крупного рода Муравьиные журчалки (Microdon). Таксон был впервые описан в 1937 году американским диптерологом Фрэнком Халлом (1901—1982).